# 勝鬘經
《勝鬘獅子吼一乘大方便方廣經》（梵语：Śrīmālādevī Siṃhanāda ekayāna mahopāya vaipulya Sūtra；英語：Lion's Roar of Queen Śrīmālā），简称《勝鬘經》，佛教典籍，主要阐述寶積部如來藏佛理。

## 简介
本经叙述胜鬘夫人因其父波斯匿王、母茉莉夫人的引导教化，于佛陀面前演说一乘、一谛、一依等大乘佛法。并叙述胜鬘夫人皈依、受戒、发愿的经过，详说摄持正法、涅槃、一乘法、四谛等佛理。

## 译本
汉文译本有三种，《胜鬘经》，北凉昙无谶译，后佚。现存的《胜鬘狮子吼一乘大方便方广经》，为刘宋求那跋陀罗译。另外，唐朝菩提流志译《胜鬘夫人会》，载《大宝积经》第四十八会。藏文译本一种，为胜友、善帝觉、智军三人合译，编入《大宝积经》。各现存译本中，求那跋陀罗译文最为著名。